# گلرخ بال‌سرخ
گلرخ بال‌سرخ (نام علمی: Pytilia phoenicoptera) یک گونه رایج از سهرهٔ ریز است که در آفریقا یافت می‌شود. شیوع جهانی آن ۳۷۰۰۰۰ کیلومتر مربع برآورد می‌شود.
این گونه در بنین، بورکینافاسو، کامرون، جمهوری آفریقای مرکزی، چاد، جمهوری دموکراتیک کنگو، ساحل عاج، اتیوپی، گامبیا، غنا، گینه، گینه بیسائو، مالی، نیجر ، نیجریه، سیرا، لئون، سودان، توگو و اوگاندا یافت می‌شود. IUCN این گونه را به عنوان کمترین نگرانی طبقه‌بندی کرده است.
گلرخ نوک‌سرخ (Pytilia lineata) به‌تازگی از این گونه جدا شده است.